# Sigma Librae
Sigma Librae (Brachium, Cornu, Zuben el Genubi, Zuben Hakrabi, Ankaa, 20 Librae) é uma estrela na direção da constelação de Libra. Possui uma ascensão reta de 15h 04m 04.26s e uma declinação de −25° 16′ 54.7″. Sua magnitude aparente é igual a 3.25. Considerando sua distância de 292 anos-luz em relação à Terra, sua magnitude absoluta é igual a −1.51. Pertence à classe espectral M3/M4III. Era conhecida como gamma Scorpii.